# Vulpești (okręg Ardżesz)
Vulpești – wieś w Rumunii, w okręgu Ardżesz, w gminie Buzoești. W 2011 roku liczyła 903 mieszkańców.